# Dream Japan
Dream Japan株式会社は、兵庫県加古川市に本社を置く、自動車販売店を展開する企業。
ドリームを名称に、兵庫県加古川市、兵庫県神戸市、京都北部、熊本県に自動車販売店を展開する。

## 概要
2008年(平成20年)に創業。
近畿エリアを中心に自動車販売店を展開している。

## 沿革
- 2008年11月 - Dream Japan　創業
- 2012年8月 - 軽未使用車専門店ドリーム舞鶴店　オープン
- 2013年8月 - 軽未使用車専門店ドリーム福知山店　オープン
- 2015年5月 - 軽未使用車専門店ドリーム加古川本店　オープン
- 2017年10月 - 軽未使用車専門店ドリーム福知山店　移転オープン
- 2019年3月 - 本社を加古川市に移転
- 2022年2月 - 軽未使用車専門店ドリームMEGA熊本店オープン
- 2022年8月 - 軽未使用車専門店ドリームMEGA神戸店オープン

## 店舗

### 軽未使用車専門店
- 加古川本店
- MEGA神戸店
- MEGA熊本店
- 福知山店

### プレミアム
- 舞鶴店
- 神戸店
- 熊本店

### 39.8専門店
- 福知山店